# Hypnum cataractarum
Hypnum cataractarum är en bladmossart som beskrevs av Sendtner 1840. Hypnum cataractarum ingår i släktet flätmossor, och familjen Hypnaceae. Inga underarter finns listade i Catalogue of Life.